# Inter Sybin
Fotbal Club Inter Sibiu – nieistniejący już rumuński klub piłkarski, grający niegdyś w pierwszej lidze rumuńskiej, mający siedzibę w mieście Sybin.

## Historia
Klub został założony w 1982 roku. W 1988 roku wygrał rozgrywki drugiej ligi i wywalczył historyczny awans do pierwszej ligi. W sezonie 1990/1991 zajął 4. miejsce w pierwszej lidze, najwyższe w swojej historii. W sezonie 1995/1996 Inter spadł do drugiej ligi, a w 2000 roku został rozwiązany z powodu kłopotów finansowych.
W 1991 roku Inter Sibiu zdobył Puchar Bałkan. W finale pokonał jugosłowiański Budućnost Podgorica (0:0, 1:0 po dogrywce).

## Sukcesy
- Puchar Bałkan:

zdobywca (1): 1991
- Liga II:

mistrzostwo (1): 1987/1988
- Liga III:

mistrzostwo (1): 1985/1986

## Historia występów w pierwszej lidze
| Sezon     | Pozycja      | M  | Pkt. | Z  | R  | P  | GZ | GS |
| --------- | ------------ | -- | ---- | -- | -- | -- | -- | -- |
| 1988/1989 | 11.          | 34 | 31   | 13 | 5  | 16 | 45 | 57 |
| 1989/1990 | 6.           | 34 | 36   | 16 | 4  | 14 | 52 | 42 |
| 1990/1991 | 4.           | 34 | 38   | 18 | 2  | 14 | 56 | 46 |
| 1991/1992 | 12.          | 34 | 33   | 13 | 7  | 14 | 42 | 43 |
| 1992/1993 | 8.           | 34 | 33   | 11 | 11 | 12 | 41 | 47 |
| 1993/1994 | 8.           | 34 | 34   | 13 | 8  | 13 | 40 | 41 |
| 1994/1995 | 9.           | 34 | 51   | 16 | 3  | 15 | 53 | 52 |
| 1995/1996 | 17. (spadek) | 34 | 37   | 10 | 7  | 17 | 39 | 48 |

## Reprezentanci kraju grający w klubie
Stan na czerwiec 2015.
| - Lucian Burchel - Lucian Cotora - Romulus Gabor - Mihail Majearu - Bogdan Mara - Gheorghe Mihali - Dorinel Munteanu | - Radu Niculescu - Marius Predatu - Marin Radu - Iosif Tâlvan - Mihai Zamfir - Dorin Zotincă |